# 牧町 (名古屋市)
牧町（まきちょう）は、愛知県名古屋市瑞穂区の地名。現行行政地名は牧町1丁目から牧町3丁目。住居表示未実施地域。

## 地理
名古屋市瑞穂区中央部に位置する。東は瑞穂通、西から北は前田町、南は豊岡通に接する。

## 歴史

### 地名の由来
瑞穂町の字中牧・東牧の名称に由来する。牧は丘陵や山麓を取り巻くような地形を指す地名であるという。

### 沿革
- 1945年（昭和20年）9月26日 - 瑞穂区瑞穂町字山畑・六平・中牧・東牧・東前田・十六ノ下・白羽根・甲山・北屋敷の各一部により、同区牧町1〜3丁目として成立[1]。

## 世帯数と人口
2019年（平成31年）3月1日現在の世帯数と人口は以下の通りである。
| 町丁 | 世帯数  | 人口  |
| ---- | ------- | ----- |
| 牧町 | 305世帯 | 654人 |

### 人口の変遷
国勢調査による人口の推移
| 1950年（昭和25年） | 775人   | [ 9 ]  |  |
| 1955年（昭和30年） | 1,140人 | [ 9 ]  |  |
| 1960年（昭和35年） | 1,406人 | [ 10 ] |  |
| 1965年（昭和40年） | 1,455人 | [ 10 ] |  |
| 1970年（昭和45年） | 1,484人 | [ 11 ] |  |
| 1975年（昭和50年） | 1,322人 | [ 11 ] |  |
| 1980年（昭和55年） | 1,095人 | [ 12 ] |  |
| 1985年（昭和60年） | 1,010人 | [ 12 ] |  |
| 1990年（平成2年）  | 870人   | [ 13 ] |  |
| 1995年（平成7年）  | 759人   | [ 14 ] |  |
| 2000年（平成12年） | 752人   | [ 15 ] |  |
| 2005年（平成17年） | 702人   | [ 16 ] |  |
| 2010年（平成22年） | 662人   | [ 17 ] |  |

## 学区
市立小・中学校に通う場合、学校等は以下の通りとなる。また、公立高等学校に通う場合の学区は以下の通りとなる。
| 番・番地等 | 小学校               | 中学校                 | 高等学校 |
| ---------- | -------------------- | ---------------------- | -------- |
| 全域       | 名古屋市立瑞穂小学校 | 名古屋市立津賀田中学校 | 尾張学区 |

## 施設
- 名古屋市立瑞穂小学校[7]北緯35度7分34.8秒 東経136度55分58.3秒 / 北緯35.126333度 東経136.932861度
- 臨済宗妙心寺派乾徳寺[7]北緯35度7分37.5秒 東経136度55分50.2秒 / 北緯35.127083度 東経136.930611度

## 史蹟
- 瑞穂遺跡[7]

瑞穂小学校敷地内に所在する。弥生時代後期の遺跡で、瑞穂式土器を出土している。

## その他

### 日本郵便
- 郵便番号 : 467-0816[4]（集配局：瑞穂郵便局[20]）。